# Randi Mayem Singer
Randi Mayem Singer (* in Palos Verdes, Kalifornien) ist eine US-amerikanische Drehbuchautorin, Filmproduzentin und Showrunnerin.

## Leben
Randi Mayem Singer erwarb ihren Bachelor in Politikwissenschaft an der University of California, Berkeley, bevor sie eine Karriere im Hörfunkjournalismus anstrebte. Vor dem Verkauf ihres ersten Drehbuchs arbeitete Singer als Nachrichtenreporterin für KMEL San Francisco und als Nachrichtensprecherin für die Radiosender KRLA, KRTH und KFI in Los Angeles unter dem Pseudonym Randi Allison. Während ihrer Arbeit bei KFI nahm Singer an einem Drehbuchkurs an der University of California, Los Angeles teil und begann ihr erstes Drehbuch, eine skurrile und romantische Komödie namens A 22 ¢ Romance.
Dieses Drehbuch wurde 1987 ausgezeichnet. Sie war am Drehbuch des Films Mrs. Doubtfire – Das stachelige Kindermädchen beteiligt. Singer war im Anschluss für Fernsehen als auch Film tätig.
Weitere Credits sind die Sitcom Wer ist hier der Cop?  (Hudson Street, 1995) und die Serie Jack & Jill (1999–2001). Beide wurde von ihr entwickelt, und sie war als Ausführende Produzentin für sie tätig. Für The WB war sie als Co-Schreiberin an der Fox-Komödie Zahnfee auf Bewährung mit Dwayne Johnson und Julie Andrews und Billy Crystal beteiligt. Sie arbeitet zudem häufig als nicht im Abspann veröffentlichter Drehbucharzt und überarbeitet und poliert Filmskripte vor der Produktion.
Im Jahr 2022 wurde sie in die Academy of Motion Picture Arts and Sciences (AMPAS) berufen, die alljährlich die Oscars vergibt.
Sie war mit Rich Singer verheiratet und hat zwei Kinder.